# Jolanta Antas
Jolanta Antas (ur. 20 lutego 1954 w Szczecinie) – polska językoznawczyni i nauczycielka akademicka, profesor nauk humanistycznych, działaczka opozycji demokratycznej w okresie PRL.

## Życiorys
W 1977 ukończyła studia z zakresu filologii polskiej na Uniwersytecie Jagiellońskim. Na Wydziale Filologicznym tej uczelni uzyskiwała następnie stopnie naukowe: doktora (w 1986 na podstawie pracy Pragmatyczne operatory presupozycji wobec zagadnienia negacji) i doktora habilitowanego (w 1999 w oparciu o rozprawę O kłamstwie i kłamaniu. Studium semantyczno-pragmatyczne). W 2014 otrzymała tytuł profesora nauk humanistycznych.
Od 1977 zawodowo związana z Uniwersytetem Jagiellońskim, na którym doszła do stanowiska profesora. W 2005 objęła funkcję kierownika Zakładu Teorii Komunikacji na Wydziale Polonistyki. Zajmuje się badaniem języka, strategii i mechanizmów komunikacyjnych. Wydała monografie poświęcone negacji (O mechanizmach negowania. Wybrane semantyczne i pragmatyczne aspekty negacji, Kraków 1991) i kłamstwu (O kłamstwie i kłamaniu. Studium semantyczno-pragmatyczne, Kraków 1999). Jako pierwsza w Polsce rozpoczęła badania językoznawcze nad komunikacją niewerbalną, w szczególności nad gestami i ich rolą w procesie komunikowania się ludzi. Zainicjowała nowatorski program badawczy „Mapa gestów polskich”.
W 1980 wstąpiła do NSZZ „Solidarność”. Od 1982 była autorką i redaktorką czasopism drugiego obiegu (tj. „Hutnik” i „Miesięcznik Małopolski”), współpracowała z niezależnymi wydawnictwami, zajmowała się również kolportażem. Od 1982 do 1983 odpowiadała za przechowywanie urządzeń podziemnego radia. W czerwcu 1983 została zatrzymana, następnie przetrzymywana w izolacji więziennej przez ponad 50 dni do czasu zwolnienia w sierpniu tegoż roku na mocy amnestii. W grudniu 1988 została pobita przez nieznanych sprawców.
W 2012 prezydent Bronisław Komorowski, za wybitne zasługi dla niepodległości Rzeczypospolitej Polskiej, za oddanie dla sprawy przemian demokratycznych w kraju, za osiągnięcia w pracy zawodowej i społecznej, odznaczył ją Krzyżem Kawalerskim Orderu Odrodzenia Polski. W 2011 odznaczona została Medalem „Niezłomnym w słowie”.